# Im Osten nichts Neues
Im Osten nichts Neues mit dem Untertitel Das Buch d. Krieges wie er war ist ein Erfahrungsbericht aus dem Ersten Weltkrieg, geschrieben von Carl August Gottlob Otto. Das Buch erschien 1929 erstmals beim Sanitas-Verlagshaus in Zirndorf-Nürnberg und in Leipzig bei R. Gieglers Buchhandlung in einem Umfang von 302 Seiten. In diesem Jahr kam auch Erich Maria Remarques Roman Im Westen nichts Neues heraus.

## Titel
Der Autor erzählt im Präsens im Stil eines Ich-Erzählers und wendet sich durch zahlreiche direkte Anreden an die Leser, wodurch die Fiktion deutlich wird. Der Titel des Buches spielt auf eine ständig wiederkehrende Formel in den amtlichen Kriegsberichten von der Front an. In seinem Buch versucht der Autor, diese Leerstelle in der amtlichen Verlautbarung mit Stoff aus dem Leben der Soldaten an der Front zu füllen. Er wählt, anders als Remarque, nicht die Form des Romans mit allen Möglichkeiten fiktionaler Darstellung und emotionaler Aufladung, sondern die eines dokumentarischen Sachberichts, in dem die Kampfbilder und Kriegsgeschehnisse, die Leiden und Mühsale der Soldaten, wie sie sich täglich an vielen Schauplätzen zugetragen haben, sachlich beschrieben werden.
Durch detaillierte Beschreibung von allen Aspekten der Kriegsmaschinerie mit ihren Grausamkeiten und Entartungen, der psychischen und physischen Belastungen der einzelnen Soldaten, ihrer Entbehrungen, Leiden und Verrohung durch den Krieg, entsteht ein lebendiges Bild von den unendlichen, sich immer wiederholenden Schrecken des Krieges.

## Inhalt
In das Zentrum des Buchs rückt der Autor exemplarisch einen Soldaten und dessen Erlebnisse, wobei es offenbleibt, ob das Buch autobiographische Elemente enthält. Der Soldat meldet sich freiwillig, wird ausgebildet, kommt an die Westfront, wird an die Ostfront transportiert, wird verwundet, kommt wieder an die Ostfront, erlebt die Revolution und die Zeit nach der Revolution.
Der Handlungsstrang führt aber nicht dazu, dass das Werk wie ein Roman erscheint, es ist eher eine Aneinanderreihung von Themen, die nacheinander angegangen werden. Angesprochen werden:
- Einberufung, Ausbildung, Schützengraben, Feldpost, Eisernes Kreuz, Patrouillen,
- Nahkampf, Schlachtfeld, Lebensmittel, Läuse, Erfrierungen, Verwundete, Tote, krank spielen,
- Etappe, Erpressung, G.V. (garnisonsverwendungsfähig), Selbstverstümmelung, Frauen, Krankenschwestern,
- unterlassene Hilfeleistung, Sterbehilfe, Fronturlaub, Geisterbeschwörung, Salz, uneheliche Kinder,
- Fraternisierung, Selbstmord-Kommandos, Fernsprechtruppe, Fliegerbomben, Amputationen,
- Homosexualität, Schrapnells, Giftgas, Atheismus, Dum-Dum-Geschosse, Schlaf,
- Hunger, Liebe, Österreicher, Impotenz, Impfung, Todesahnung, Sturmangriff, Tanks,
- Exekutionen, Karbid, Zufall, Kriegslist, Patrioten-Gruppen, Diebe, Leichenfledderer,
- Betrug, Hunger, Vorboten der Revolution, Spionin, Kriegskoller, schlechte Verpflegung, Revolution, Kriegsende.

Gegen Ende des Buches kommt der Soldat zu der Meinung, dass es diejenigen besser getroffen hätten, die im Krieg gefallen sind. Die Überlebenden hätten nicht den Dank des Vaterlandes bekommen, sondern seien in mehrfacher Hinsicht nach dem Krieg benachteiligt gewesen. So hätten sie jahrelang nichts erreicht, ihr Leben verschwendet, die Konkurrenten um Arbeitsplätze seien nun jünger und billiger, für ein normales Leben seien sie nicht mehr tauglich. Otto schließt den Erfahrungsbericht mit den Worten:

„Das ist eine nicht abzuleugnende Folge des verlorenen Krieges. Unsere Jahrgänge sind die Opfer, über deren Leichen besonders die Generationen nach uns Jahrzehnte lang gehen werden.“

## Folgerungen
Otto leitet sein Werk ein mit den Worten:

„In dem Werk sind keine besonderen Daten genannt, um nicht nur ein einseitiges Interesse von datlich festgelegten Ereignissen zu erwecken. Darauf kommt es auch gar nicht an. Der Inhalt des Buches bezieht sich auf alle Kriegsschauplätze des Weltkrieges. Kampfbilder und Kriegsgeschehnisse, wie hier geschildert, haben sich zu gleicher Zeit täglich an hunderten Stellen aller Kriegsschauplätze abgespielt. Tendenzlos soll hierdurch das Bild des Krieges vermittelt werden, wie er wirklich war.“

Nach dem Erfahrungsbericht spekuliert Otto über den nächsten, zukünftigen Krieg. Hier prognostiziert er, dass Giftgas eine bedeutendere Rolle als im Ersten Weltkrieg spielen wird.

## Kritik
In einer Dissertation zu kriegskritischen Texten heißt es, dass das Buch durchaus an den Erfolg von Remarques Roman anknüpfen wollte. Weiter heißt es:
 Einfachste Dinge des militärischen Lebens werden erklärt und Figuren und Probleme sind schematisch bzw. typisierend angelegt. Der zentrale Konflikt zwischen faktischer Kriegsaffirmation und innerer Distanz zum Krieg ist allerdings weitgehend entschärft, der Protagonist wird fast ausschließlich als Opfer des übermächtigen Systems Militär gezeigt. Die Darstellung überrascht nur durch ihren Anhang.....in dem ein Gaskrieg bzw. chemischer Krieg thematisiert wird.... Weitaus deutlicher als Remarque bedient Otto den Mythos von der „verlorenen Generation“....

## Ausgabe
- Carl A.G. Otto: Im Osten nichts Neues. Das Buch des Krieges wie er war. 1929.